# Jürg Tobler
Jürg Tobler (* 1939 in Frauenfeld, Thurgau) ist ein Schweizer Journalist, Chefredaktor und Autor.

## Leben
Jürg Tobler absolvierte eine kaufmännische Lehre und begann anschliessend in Frankreich verschiedene Weiterbildungen, u. a. als Gasthörer am Collège de France sowie am Collège International de Philosophie. Ausserdem besuchte er diverse Sprach- und Fachkurse im Ausland. Er ist seit 1960 verheiratet mit Silvia Schollenberger und Vater von drei Kindern.

## Journalistische Laufbahn
Seine journalistische Tätigkeit begann als Alleinredaktor der viermal wöchentlich erscheinenden Lokalzeitung Thurgauer Volksblatt. Nach einem Jahr rief ihn Oskar Reck, damals Chefredaktor der «Thurgauer Zeitung» in Frauenfeld, an seine Seite.
Anfang 1970 wechselte er durch die Berufung von Hans O. Staub in die Informationsabteilung des Schweizer Fernsehens, Ressort Inland, und übernahm 1971 die Leitung. 1973 trat er zurück, weil die Vereinbarung mit einem kantonalen Parlamentsmandat nicht zulässig war.
Fortan war Tobler einer von vier regelmässigen Leitern der wöchentlichen Fernseh-Diskussionssendung «Tatsachen und Meinungen» bzw. «Zur Sache»; anfänglich als Produzent, später als externer Mitarbeiter, bis 1989.
Von 1974 bis 1980 war er Chefredaktor der «Luzerner Neusten Nachrichten», wo er schliesslich einen konzeptionellen Konflikt mit dem Verlagshaus Ringier ausfocht und seine Entlassung provozierte. Mit ihm verliess mehr als zwei Drittel der 40 Redaktionsmitglieder die Zeitung. Von 1981 bis 1994 stand er den Redaktionen des «St. Galler Tagblatts» und seiner Regionalausgaben vor; ab 1989 war er zugleich Mitglied der Geschäftsleitung der Zollikofer AG sowie Verwaltungsrat in Beteiligungsgesellschaften, von 1994 bis 1998 in verlegerischer Verantwortung.

## Nebenberufliche Aktivität
Periodische Radio-Mitarbeit, 1970 bis 1972 Präsident des Ostschweizerischen Presseverbandes, 1983 bis 1990 Mitglied des Presserates; ferner war er tätig in Jurys von Journalistenpreisen und unterrichtete an zwei Journalistenschulen. Ab Beginn der neunziger Jahre übernahm er zudem die Verantwortung für die von der Dolmetscherschule St. Gallen initiierte Journalistenschule. Bis l994 Medienoffizier in einem Armeestabsteil. Ausgedehnte Vortragstätigkeit, zunächst als Heer-und-Haus-Referent, später als Gastredner zu aktuellen Fragen der Gesellschaft und Politik.

## Politische Aktivität
- Anfang der sechziger Jahre Begründer und Präsident einer jungliberalen Gruppierung, gleichzeitig Vizepräsident der freisinnigen Stadtpartei Frauenfelds.
- 1965 bis 1968: Zentralsekretär der Neuen Helvetischen Gesellschaft (als Assistent des Zentralpräsidenten Oskar Reck). Mitglied von staatspolitischen und medienpolitischen FDP-Ausschüssen.
- 1972: Wahl für die FDP in den Grossen Rat des Kantons Thurgau (nur kurzzeitige Amtsausübung infolge Berufung nach Luzern und eines Grundsatzentscheids für den Beruf des Journalismus).
- 1982: Mitgründer des Liberalen Forums St. Gallen
- 1982: Nominierung für den Marshall-McLuhan-Preis des Staates Kanada durch die Nationale UNESCO-Kommission
- 1990 bis 1999: Stiftungsratsmitglied der Swiss Academy for Development

## Publikationen (Auswahl)
- 7. Juni 1970 – Testfall der Demokratie. Büchler, Bern 1971
- Freisinn ohne Gemeinsinn? Flamberg, Zürich 1972
- «Guten Abend, liebe Zuschauer»! Eine Fernsehanstalt sucht ihren Auftrag. Huber, Frauenfeld 1973
- Die Wortmischer – Presse zwischen Anmassung und Anpassung. Zytglogge, Bern, und Kösel, München 1982